# Sortowanie leksykograficzne
Sortowanie leksykograficzne – sortowanie z wykorzystaniem porządku leksykograficznego.
Aby szybko posortować (stabilnie), należy wszystkie ciągi sortować w kolejności od ostatniej do pierwszej litery.